# Публий Лициний Красс (претор 57 года до н. э.)
Пу́блий Лици́ний Красс Див (лат. Publius Licinius Crassus Dives; родился, предположительно, около 97 года до н. э. — умер после 57 года до н. э.) — римский политический деятель из плебейского рода Лициниев, претор Римской республики в 57 году до н. э. Друг Марка Туллия Цицерона.

## Происхождение
Публий Лициний принадлежал к знатному плебейскому роду, представители которого были в составе самой первой коллегии народных трибунов и достигли консульства уже в 364 году до н. э. Правда, после этого они больше столетия не упоминались в источниках. Предположительно во время Первой Пунической войны жил некто Публий Лициний, старший из сыновей которого, тоже Публий, получил прозвище Crassus, ставшее когноменом для его потомков.
Претор 57 года до н. э., предположительно, являлся правнуком младшего сына Публия Муция Сцеволы, консула 175 года до н. э., который в своё время был усыновлён одним из Лициниев и после этого получил имя Публий Лициний Красс Муциан.

## Биография
Первые упоминания о Лицинии в источниках относятся к августу/сентябрю 59 года до н. э., когда он руководил судом по делам о насилии (лат. crimen de vi), перед которым предстал заговорщик Луций Веттий. Исходя из этого сообщения, канадский исследователь Р. Броутон, учитывая требования закона Виллия о трёхлетнем временном интервале между занятием курульных магистратур, предположил, что эдильство Красса могло прийтись на 60 год до н. э. В 57 до н. э. занимал должность претора: на этом посту в числе прочих содействовал возвращению Марка Туллия Цицерона из изгнания.
Возможно, разорился и вынужден был распродавать имущество с аукциона.